# لوز ساسدو
لوز ساسدو (انگلیسی: Luz Saucedo؛ زادهٔ ۱۴ دسامبر ۱۹۸۳) بازیکن فوتبال اهل مکزیک است.
از باشگاه‌هایی که در آن بازی کرده‌است می‌توان به باشگاه فوتبال پورتلند تورنز اشاره کرد.
وی همچنین در تیم ملی فوتبال زنان مکزیک بازی کرده‌است.